# Ice Age (banda)
Ice Age es una banda progresiva de la ciudad de Nueva York, Estados Unidos.
Fundada por el guitarrista Jimmy Pappas, el vocalista y teclista Josh Pincus, el baterista Hal Aponte y el bajista Arron DiCesare, la banda lanzó su álbum debut en 1999, titulado The Great Divide. Liberation siguió en 2001, ambos en Magna Carta Records. Ice Age fue influenciado por bandas pop / progresivas como Yes, Kansas y Rush, pero también por bandas de metal progresivo más modernas como Queensrÿche y Dream Theater.
En 2004, la banda cambió oficialmente su nombre a Soulfractured. Esto estuvo acompañado por un cambio anunciado en la música de la banda: una experimentación progresiva menos abierta, con una atención más cercana a la estructura melódica y la composición de las canciones. En esta encarnación, la banda lanzó el EP Soulfractured, disponible a través de los sitios web de la banda. Anteriormente habían lanzado el EP Little Bird (2004) como Ice Age. Poco después del lanzamiento del segundo EP, el grupo se disolvió en 2006. La banda se reformó en 2015 bajo su apodo original. En mayo de 2022, la banda anunció que firmó con Sensory Records y lanzaría su primer álbum en 22 años en el otoño. El 4 de enero de 2023, la banda anunció que el álbum, Waves of Loss and Power, se lanzaría el 10 de marzo.

## Discografía
Álbumes de estudio
- La gran división (1999)
- Liberación (2001)
- Olas de pérdida y poder (2023)

EP
- La edad de hielo (2004)
- Soulfractured (2006) (lanzado bajo el nombre de la banda Soulfractured )